# برج صافيتا (سوريا)

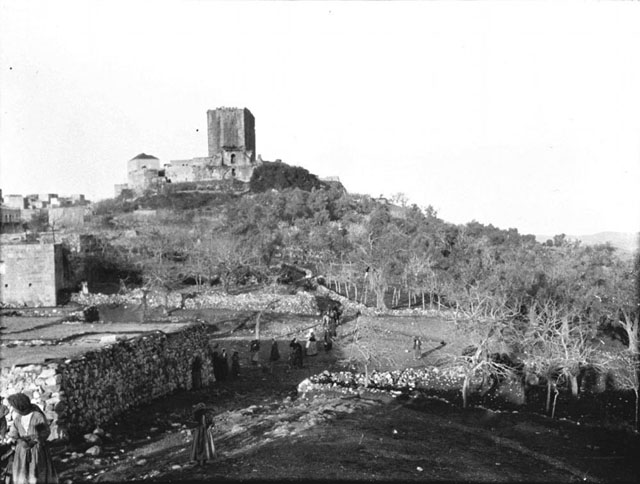
برج صافيتا في عام 1905م من تصوير جيرترود بيل

يقع برج صافيتا في مدينة صافيتا في الزاوية الجنوبية الشرقية لمحافظة طرطوس في سوريا والتي تربض على قمم جبلية ثلاث يتوسط إحداهما البرج الشهير ويرتفع عن سطح البحر 419 مترا والبرج هو الوحيد الباقي في القلعة ويرتفع نحو 39 مترا ويعد من أهم المعالم الأثرية في صافيتا.

## الموقع
يتوضع البرج في أعلى قمة في المنطقة فوق هضبة مستديرة صخرية في الشعاب الجنوبية لسلسلة الجبال الساحلية يرتفع عن سطح البحر 419 مترا ويشرف على الساحل حتى أرواد وطرابلس والدريكيش وقلعة الحصن يعد منطقة وسطى بين أرواد وحصن سليمان ما يرجح أنه كان محطة وموقعا دفاعيا لحامية فينيقية في دولة أرواد ويمكن رؤية قلعة الحصن وقلعة العريمة وقلعة طرابلس وبرج ميعار وقلعة يحمور وقلعة أم الحوش وقلعة العليقة وقلعة صلاح الدين على امتداد جبال الساحل السوري بالعين المجردة من هذا البرج حيث أنه كان قديما يشكل شبكة اتصال من تلك القلاع بالنيران ليلا والدخان نهارا.

## الاسم
حمل برج صافيتا اسم صافيتا / بورغاس القصر الأبيض / أو / بيانك شاستي الحصن الأبيض / حيث كانت هذه التسمية تطلق أيام الحروب الصليبية ويعود سبب تسميته البرج الأبيض لأن الحجارة المبنى منها هي حجارة كلسية بيضاء

## وصف البرج
يتم الدخول إلى البرج من البوابة المطلة على جهة الشرق وهي ذات بناء مؤلف من طابقين لم يبق منه من هذا الجانب سوى الجدار الغربي وعقود حجرية , أما البرج المحصن ويبدو بحالة جيدة من المدخل الرئيسي بشكل جيد فقد شيدت جدرانه من قطع حجرية مربعة رائعة تظهر فيها آثار مميزة للإصلاحات التي جرت بعد الزلزال الأول في عام 1170 م والزلزال الثاني عام 1202 م الذي إنهار خلاله الطابق العلوي وأجزاء من الزاوية اليسارية للبرج.
يتألف البرج المحصن من أربعة أقسام وهي الأساس الفينيقي وهو مغمور تقريبا ولكن أساسه يظهر من الجهة الشرقية والشمالية والطابق الأرضي وهو عبارة عن أقبية سقوفها نصف دائرية لها بوابات تؤدي إلى سراديب وفيها خزان ماء محفور في الصخر تم ردمه عندما بدا السكان ببناء مساكنهم.
والطابق الأول للبرج يتألف من كنيسة تمارس الطقوس الدينية فيها حاليا والطابق الثاني يدعى بالقاعة الكبرى فوق الكنيسة للبرج المحصن وهو عبارة عن صالة مفتوحة وفيها نوافذ ومرامي السهام عميقة كانت تؤمن الدفاع عن البرج وقد تم تصميم الطابق الثاني وبناؤه في أوائل القرن الثالث عشر على ثلاث ركائز من الأعمدة الضخمة البارزة تستند إليها عقود متصالبة شديدة الانحناء ويتم الوصول إلى السطح عن طريق درج في الطابق الثاني ويحتوي السطح شرفات ما زال قسم منها محتفظا بفتحاته وهي تطل على الأفق البعيد والشرفات مبنية من صخور ضخمة منحوتة بدقة وعناية كما تضم مدينة صافيتا العديد من المواقع الأثرية والسياحية المهمة مثل حصن سليمان والكفرون وجسر الكفرون ومغارة الضويات.